# Ioan Pop (preot)
Ioan Pop (n. 19 ianuarie 1860, Morlaca, comitatul Cluj – d. 1924) a fost un deputat în Marea Adunare Națională de la Alba Iulia, organismul legislativ reprezentativ al „tuturor românilor din Transilvania, Banat și Țara Ungurească”, cel care a adoptat hotărârea privind Unirea Transilvaniei cu România, la 1 decembrie 1918.:p. 112 

## Biografie
Ioan Pop a studiat teologia la Sibiu și apoi la Blaj. După absolvire, în 1882 a fost preot cooperator pe lângă tatăl său, Anania Pop, în Morlaca. Din 1893 a devenit protopop al Tractului Morlaca.
Pe lângă activitatea religioasă, a fost preocupat de starea poporului român. În aceste condiții, a luptat permanent pentru salvarea școlilor confesionale românești. De asemenea, a desfășurat o intensă activitate pe planul economico-financiar, concretizată prin înființarea în 1895 a Băncii Vlădeasa în localitatea Huedin, a cărui președinte a fost timp de 28 de ani. Cu sprijinul acestei bănci a ridicat biserica greco-catolică din Huedin.
Totodată, a întemeiat și condus despărțământul  "Astrei" Hida-Huedin și apoi despărțământul Huedin.:p. 112

## Activitatea politică
În timpul războiului a fost internat în tabăra de la Sopron timp de doi ani. Ca deputat în Adunarea Națională din 1 decembrie 1918 a reprezentat, ca delegat, Protopopiatul Greco-Catolic Morlaca. După 1918 a fost ales senator în primul parlament al României Mari. Preotul Ioan Pop a fost și președinte al Partidului Național Român din județul Cojocna.:p. 112